# Vápenky
Vesnice Vápenky (německy Wapenka) je část obce Nová Lhota v okrese Hodonín v Jihomoravském kraji, v horňácké oblasti. Leží asi 4 km severovýchodně od Nové Lhoty.

## Historie
Vápenky vznikly koncem 18. století jako dělnická osada v místě těžby vápence pro sklárnu v nedaleké Květné. Od roku 1972 je vesnice součástí Nové Lhoty.

## Památky
Ve Vápenkách se dochovaly dělnické domky i zemědělská stavení, dnes součást vesnické památkové zóny. Dále se zde nachází kaple Povýšení svatého Kříže.